# 手枪套筒

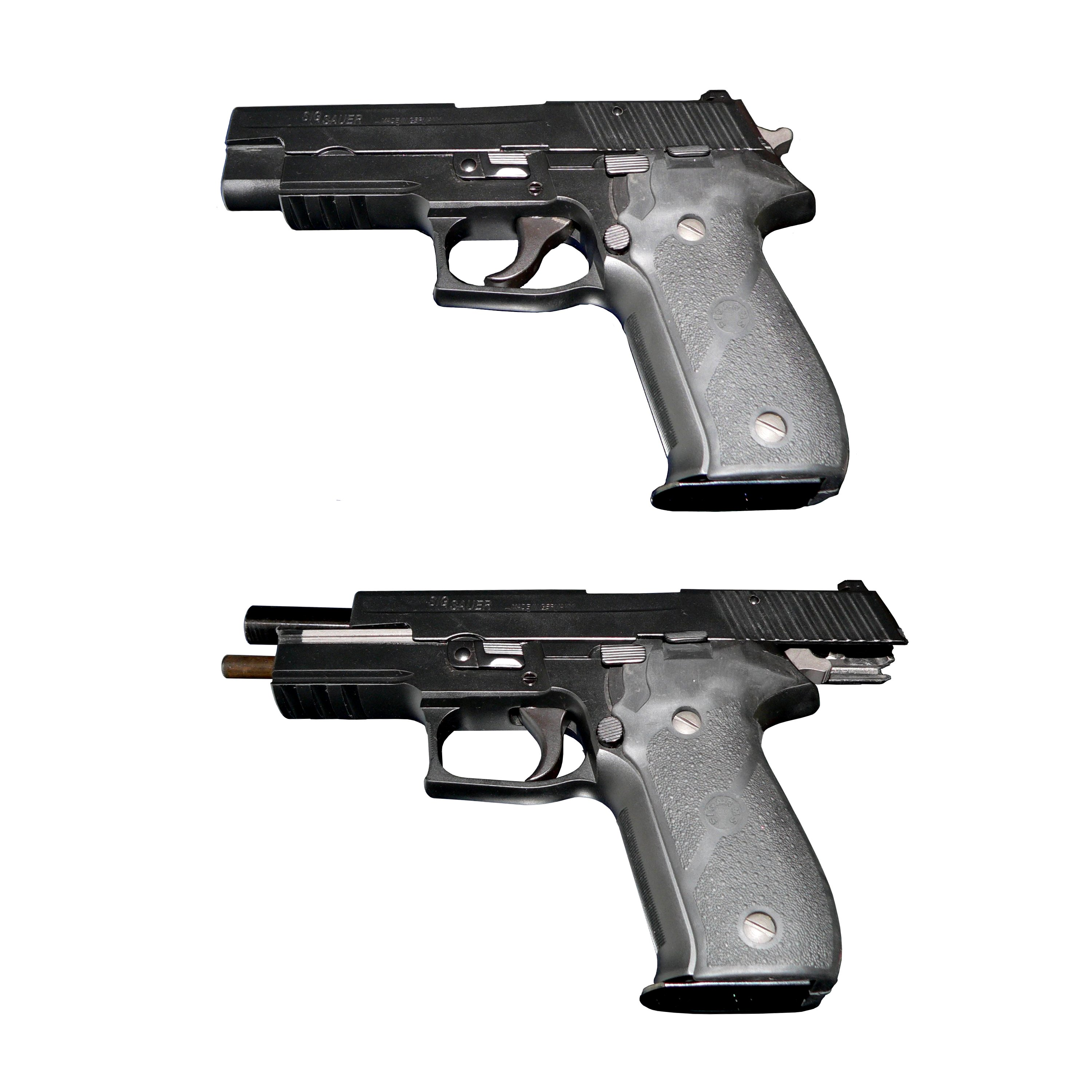
SIG P226半自動手槍在套筒闭锁（上图）与开放（下图）状态。

手枪套筒（pistol slide）是大部份半自动手枪與部份全自動手槍的运动部件，容纳枪栓、抽弹器、击铁／击针或击锤，通常也会包容枪管，并为瞄具（机械瞄具或光学瞄具）提供安装界面。
目前已知最早採用滑套設計的手槍為約翰·白朗寧於1900年推出的FN M1900。
绝大部分现代手枪利用短后座或直接反冲的操作原理，在每次射击时套筒会随着后坐力向后移动并将前次射击的空弹壳从膛室中抽回抛出，到最靠后位置时会压扣击锤／击铁，然后复进弹簧的弹力会驱使套筒复位到初始位置，同时在其向前运动的过程中枪栓会从弹匣内推出一发新子弹进入膛室。这个枪机循环周期实现了三个功能：退弹（空弹壳被抽弹抛壳）；待发（击铁或击锤被压扣）；上膛（下一发子弹被插入膛室）。
大部分现代枪械都有“空仓挂机”的功能，也就是如果弹匣被打空，套筒将被一个由彈匣機構頂起的卡榫锁在最后位置不会前移复位，提醒射手需要换弹匣；如果装有子弹的新弹匣被插入，射手可以扳下释放杆或直接將滑套向後拉來解锁套筒复位，同时一发新子弹也被直接上膛。但當中亦有一些例外，例如：FN M1900、FN M1910、早期型SR-1維克多及HK VP70等手槍由於在設計時並沒有加上空倉掛機卡槽和空倉掛機杆，因此也沒有空倉掛機。另外若手槍被長期使用而造成的套筒磨損也可能會令空倉掛機失效。
有些手槍也運用滑套卡榫來進行滑套拆卸，在戰場上用滑套卡榫來拆卸滑套，可以減少另外設計滑套後置機構，以及避免其所佔用的槍械內部空間。
自動將擊錘或主動撞針置於待發位置，是雙動／單動手槍的一個重要功能。但是有些半自動手槍為純雙動設計，因此設計上將此步驟（將擊錘或主動撞針置於待發位置）屏除。